# Екологія Харкова
Харків — велике сучасне місто, один з найбільш розвинутих промислових центрів України. Місто займає площу 306,0 км², чисельність населення становить 1,48 млн осіб., а райони Харкова відповідають за кількістю жителів невеликим містам (від 100 до 300 тис. осіб). У галузевій структурі промислового комплексу провідна роль належить машинобудуванню та металообробці, електроенергетичній, паливній, харчовій та медичній промисловості, добре розвинуті деревообробна, поліграфічна та хімічна галузі, місто має розвинену будівельну базу.
Екологічний стан міста характеризується як стабільно напружений, хоча спад виробництва частково стримують наростання негативних процесів деградації навколишнього природного середовища.
За масштабами забруднення навколишнього природного середовища Харків посідає 15-17 місце в Україні.
Найвагоміші чинники антропогенного навантаження на довкілля:
- значне зростання кількості автомобільного транспорту при надзвичайно низьких екологічних параметрах автомобілів, що спричинило збільшення шкідливих викидів в атмосферу. Це обумовило те, що автомобільний транспорт став найнесприятливішим фактором стану атмосферного повітря міста;
- накопичення мулового осаду, що утворюється на очисних каналізаційних спорудах міста та складується на мулових полях фільтрації, виводить з обігу 126 га міських земель (мулові поля є екологічно небезпечними, тому що призводять до забруднення: атмосферного повітря — пилом та парниковими газами (метан, метилмеркаптан), підземної гідросфери — фільтратом);
- понад 80 % забруднень, що надходять у водні об'єкти, і перш за все річки, припадає на неочищений поверхневий стік з території міста. Це призвело до замулювання русел, забрудненню вод, порушенню гідрологічного режиму та технічного стану річок;
- відсутність сучасних підприємств із переробки побутових і промислових відходів призвела до накопичення на території міста значної кількості відходів.

Не менш значними є проблеми покращення стану зеленої та лісової зон Харкова, їхнього захисту від впливу фізичних факторів. Це особливо важливо через те, що місто зростає за рахунок ущільнення міської забудови.

## Стан атмосферного повітря
Стан атмосферного повітря м. Харкова формується обсягами викидів забруднюючих речовин від пересувних та стаціонарних джерел забруднення. Відповідно до метеорологічного районування м. Харків віднесено до територій з можливо-високим потенціалом забруднення атмосферного повітря промисловими викидами. У 2007 р. за відомостями Харківського обласного центру з гідрометеорології в місті було 208 днів з приземними інверсіями, під час яких погіршується вертикальний повітрообмін та розсіювання забруднюючих речовин, що призводить до збільшення їх концентрацій.
Стан атмосферного повітря міста в значній мірі зумовлений викидами автотранспорту. За відомостями Головного управління статистики в Харківській області за останні роки зменшуються обсяги викидів від стаціонарних джерел і зростають обсяги викидів від пересувних джерел, в основному, за рахунок автотранспорту:
Основними чинниками інтенсивного забруднення атмосфери
автотранспортом є:
- постійно зростаюча кількість автотранспорту;
- експлуатація технічно застарілого автомобільного парку;
- низька якість паливно-мастильних матеріалів;
- недостатня пропускна спроможність дорожньо-транспортної мережі, яка сформувалась в умовах існуючої забудови, особливо в центральній частині міста;
- незадовільний стан дорожнього покриття проїзної частини доріг.

До стаціонарних джерел забруднення атмосферного повітря слід віднести викиди крупних промислових підприємств, особливо, паливно-енергетичного комплексу, машинобудівних, коксохімічного та хімічного виробництв. В м. Харкові, за відомостями Головного управління статистики в Харківській області налічується 198 промислових підприємств, які мають стаціонарні джерела викидів потужністю 100 т/рік і більше. Основними забруднювачами атмосферного повітря міста є (у 2006 р. обсяг викидів склав):
- ТЕЦ-3 — 579 тон;
- Харківський тракторний завод ім. Серго Орджонікідзе — 547 тон;
- ДП «Завод ім. Малишева» — 149 тон;
- ЗАТ «Харківський коксовий завод» — 231 тон.

Найпоширеніші речовини, які надходять до атмосферного повітря від стаціонарних джерел, це пил, діоксид сірки, діоксид азоту, оксид вуглецю.
У 2005 р. з 6,96 тис. т, які надійшли до атмосферного повітря міста від стаціонарних джерел забруднення, обсяги надходження найпоширеніших речовин склали:
- пилу — 0,99 тис. т;
- діоксиду сірки — 0,22 тис. т;
- діоксиду азоту — 1,83 тис. т;
- оксиду вуглецю — 2,27 тис. т.

У 2006 р. з загального обсягу викидів у 6,68 тис. т, викиди склали:
- пил — 0,84 тис. т;
- діоксид сірки — 0,27 тис. т;
- діоксид азоту — 1,95 тис. т;
- оксид вуглецю — 2,19 тис. т.

Харківський обласний центр з гідрометеорології проводить спостереження за забрудненням атмосферного повітря міста на
10 стаціонарних пунктах спостереження (ПСЗ), обладнаних лабораторіями
«ПОСТ-1» та «ПОСТ-2». Контролюється вміст 20 забруднюючих речовин. Спостереження проводяться щоденно та цілодобово, крім святкових днів. У 2007 р. відібрано й проаналізовано 47085 проб повітря.
Середньорічна концентрація складових атмосферного повітря (у 2007 р.):
- вміст пилу — 0,14 мг/м³ (в 2006 р. — 0,12 мг/м³);
- вміст оксиду вуглецю — 2,5 мг/м³ (в 2006 р. — 1,7 мг/м³);
- вміст сажі — 0,02 мг/м³ (в 2006 р. — 0,01 мг/м³).

Кількість проб із концентраціями, що перевищували відповідні гранично допустимі (у 2007 р.):
- вміст пилу — 4,6 % (в 2006 р. — 2,7 %);
- вміст оксиду вуглецю — 9 % (в 2006 р. — 1,8 %);
- вміст діоксиду азоту — 3,7 % (в 2006 р. — 2,1 %);
- вміст сажі — 1,3 % (в 2006 р. — 0,1 %).

Індекс забруднення атмосфери (ІЗА) міста (в 2007 р.) — 5,03 (у 2006 р. — 4,71):

Динаміка ІЗА в м. Харкові

Покращення якості атмосферного повітря в місті в 2007 р. спостерігається тільки в районі Холодної гори — 3,32 ІЗА після 3,47 в 2006 р. Погіршилась якість атмосферного повітря району Павлового Поля — 6,19 (в 2006 р. — 4,95), району просп. Героїв Сталінграда — 5,07 (в 2006 р. — 4,22), району Іванівки — 4,51 (в 2006 р. — 4,07), Сокольників — 4,04 (в 2006 р. — 3,73), Салтівського шосе — 3,06 (в 2006 р. — 2,83), 607 м/району Салтівки — 2,89 (в 2006 р. — 2,5), Центру — 2,84 (в 2006 р. — 2,48), району Нової Баварії — 1,72 (в 2006 р. −1,39).
Викиди шкідливих речовин і парникових газів у атмосферу від стаціонарних джерел забруднення в Харкові за січень-червень 2009 року склали 2417,2 тонн, що становить 72,6 % від аналогічного періоду 2008 року. Щільність викидів у розрахунку на 1 км² становить 7899,4 кг. Обсяги викидів у розрахунку на 1 особу — 1,7 кг.
Рівень якості атмосферного повітря 607-го мікрорайону Салтівки за 2009 р. погіршився — в 2008 р. ІЗА склав 2,65, в 2009 р. — 2,71. Найзабрудненішим у 2009 р. було повітря на Павловому полі, найменш забруднене повітря — на Баварії. На рівні 2008 р. залишився ІЗА центрального району міста — 2,41. У всіх інших районах міста відзначене зменшення рівня забруднення атмосферного повітря: в районі Павлового поля індекс склав 4,82 (в 2008 р. — 5,47), у районі Іванівки — 3,88 (в 2008 р. — 4,40), у районі 15-ї міської лікарні — 2,75 (в 2008 р. — 2,86), у Сокольниках — 3,34 (в 2008 р. — 3,58), у районі просп. Героїв Сталінграда — 4,23 (в 2008 р. — 4,64), у районі Холодної гори — 3,58 (в 2008 р. — 3,64), у районі Баварії — 1,5 (в 2008 р. — 1,75). В цілому за останні п'ять років в атмосферному повітрі Харкова зменшився вміст діоксиду сірки, кадмію, свинцю та цинку. Не змінився рівень забруднення пилом, оксидом вуглецю, діоксидом азоту, фенолом, аміаком, формальдегідом, сажею й оксидом азоту. Спостерігається тенденція збільшення змісту в атмосферному повітрі сірководню, заліза, марганцю, міді, нікелю та хрому. Значна кількість розташованих у Харкові й області кооперативних, комерційних і приватних структур, а також збільшення числа транспортних засобів, які експлуатуються тривалий час, призводять до значного забруднення атмосферного повітря. Гострою залишається ситуація з викидами забруднюючих речовин в атмосферне повітря від автотранспорту, їхня частка становить 92 % загального обсягу викидів у місті.

## Стан поверхневих вод
По території м. Харкова протікають 4 річки: Уди, Лопань, Харків, Немишля, які відносяться до басейну р. Сіверський Донець. Річки є водними об'єктами загальнодержавного значення. Відповідно до класифікації р. Уди і р. Лопань відносяться до середніх (площа водозбору відповідно 3840 і 2000 км²), р. Харків і р. Немишля — до малих (площа водозбору відповідно 1160 і 388 км²). Сумарна довжина річок у межах міста становить близько 58 км.
На території міста розташовано близько 20 водойм як штучного (ставки, кар'єри) так і природного походження.

Річки Харкова маловодні, з незначною швидкістю течії, зазнають значного антропогенного впливу, населені декількома видами риб, черепах, ондатрами, жабами. У межах басейну річок досить розвитий агропромисловий комплекс: землеробство, тваринництво, переробка сільгосппродукції. Сільськогосподарські угіддя і орні землі займають понад 80 % площі водозбору. На якість води в річках Лопань, Харків, Немишля на вході в місто має вплив склад стоку, що надходить від розташованих вище за течією агрокомплексів, промислових підприємств і населених пунктів. Показники якості води цих річок по окремих інгредієнтах перевищують гранично допустимі концентрації (ГДК) вже на межі міста. Погіршує ситуацію і той факт, що близько 85 % від загального обсягу забруднюючих речовин, що надходять у річки в межах міста, несуть у собі неочищені поверхневі стоки. Талі та дощові стоки в межах міста надходять до водних об'єктів майже без очистки — тільки 6 зливовипусків, з більш ніж 200, обладнані уловлювачами піску та нафтопродуктів. Через відсутність очисних споруд на мережах зливової каналізації об'єми конусів виносу піску в русла досягають 2,5 тис. м³, а в деяких місцях майже перекривають русло. Як наслідок, мілини збільшуються в обсязі, заростають вологолюбною рослинністю, створюють сприятливі умови для розмноження личинок малярійного комара і хвороботворних бактерій, погіршують гідрологічний режим. Товщина донних відкладень становить від 1,5 до 3,0 м. Річки втрачають дренажну здатність.

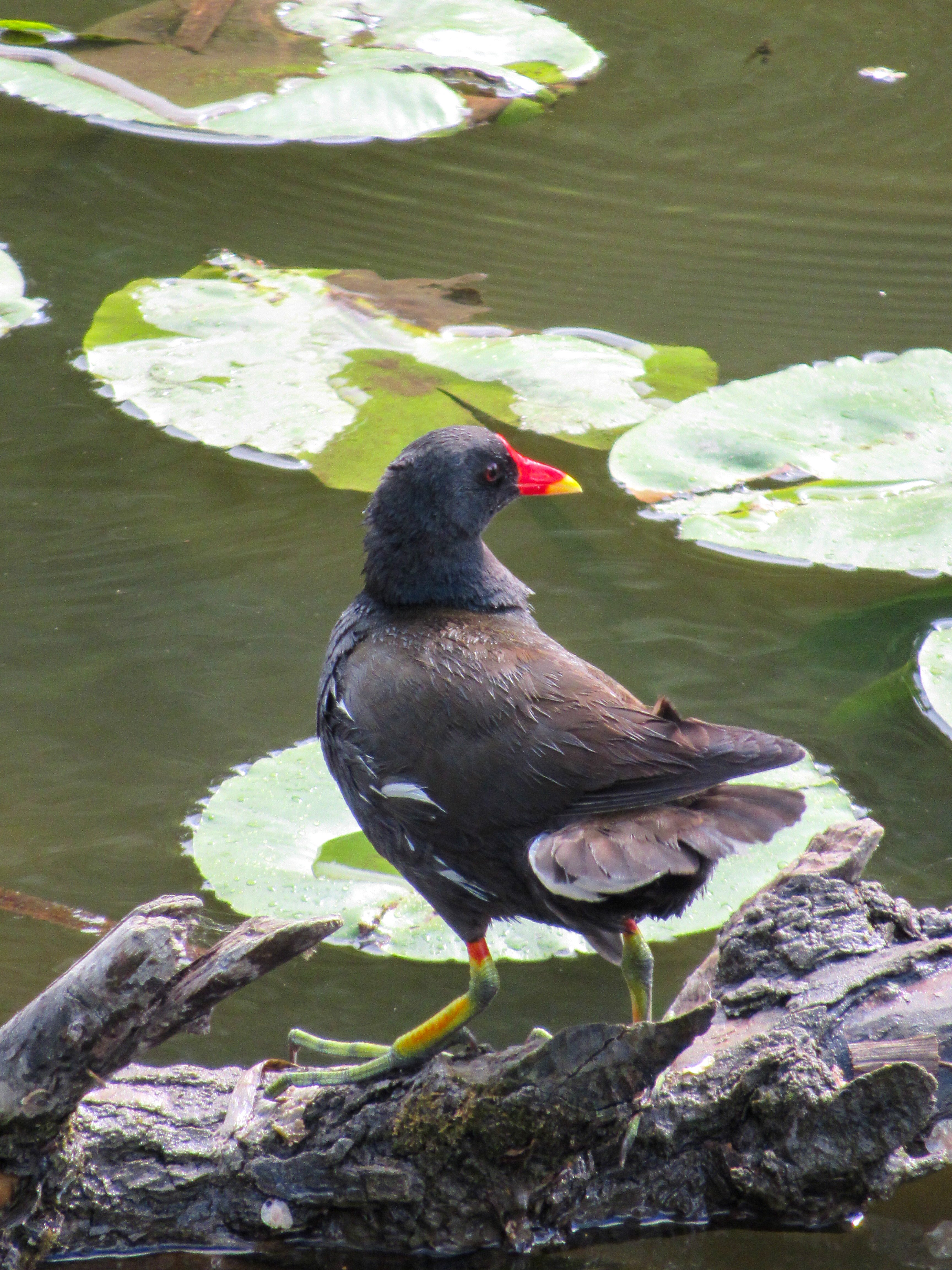
Курочка водяна на річці Лопань
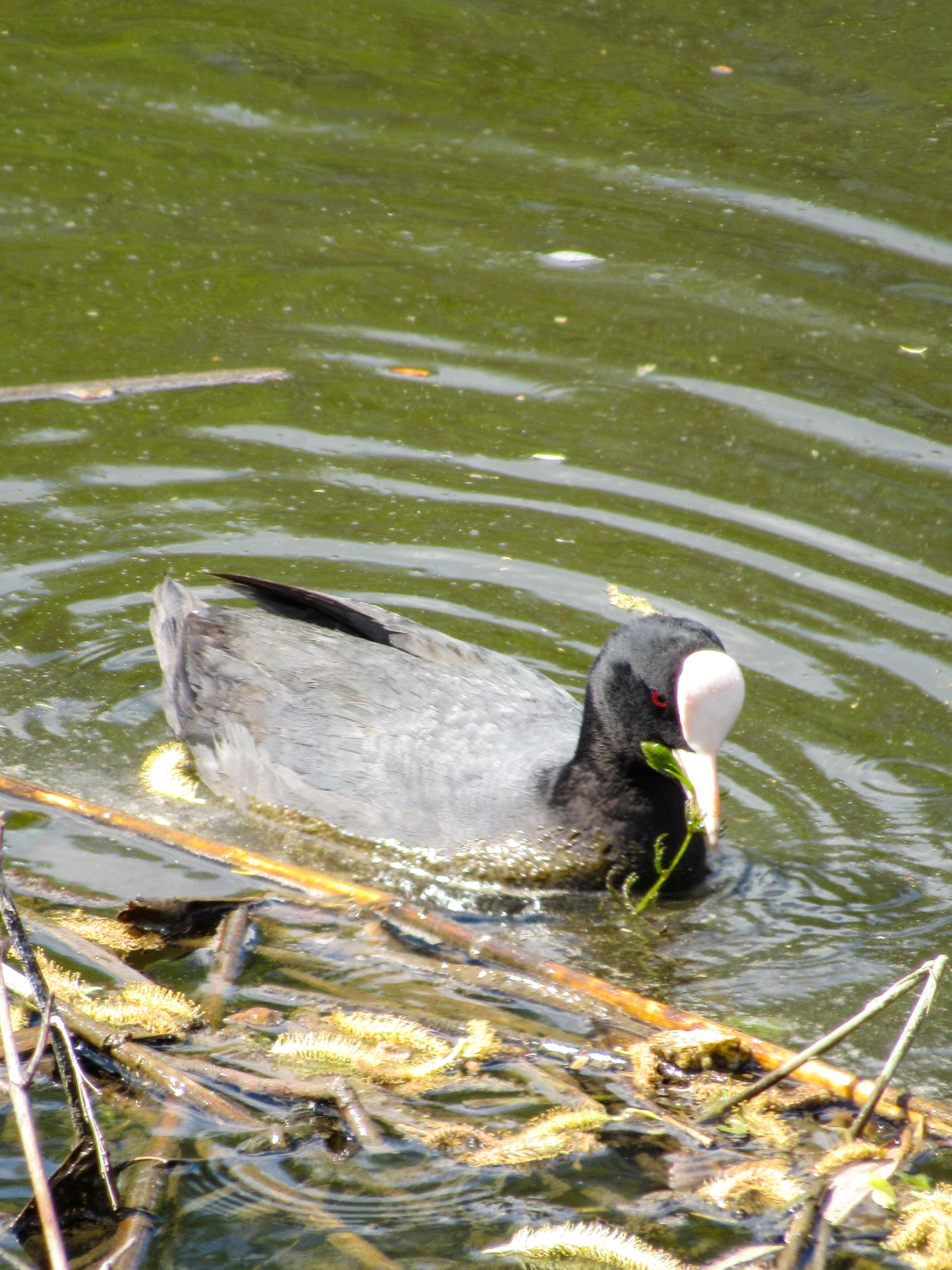
Лиска звичайна на річці Лопань
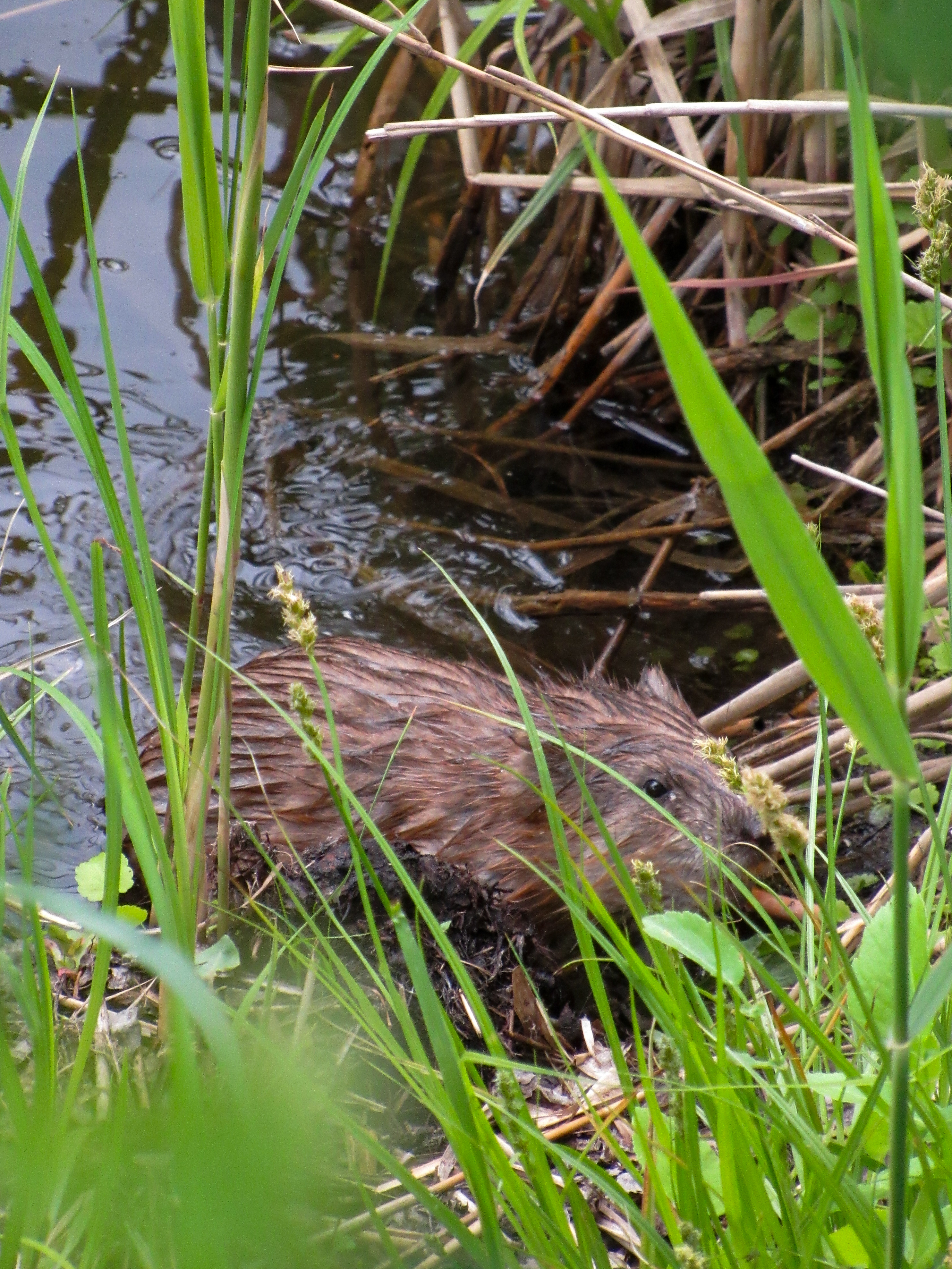
Ондатра
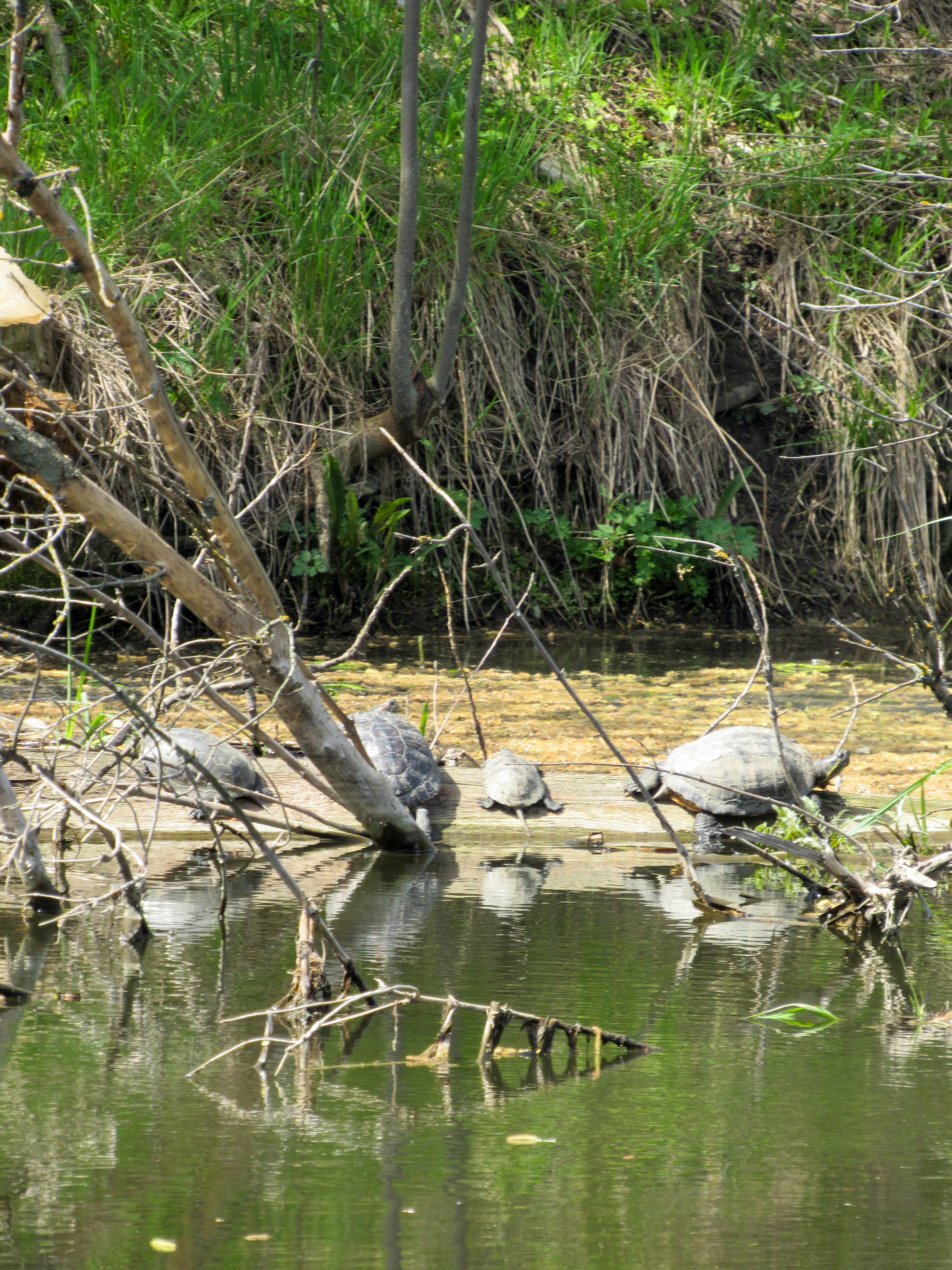
Сімейство болотних черепах на річці Лопань

До джерел забруднення поверхневих вод також відносяться скиди з очисних споруд міської каналізації (в першу чергу скиди Диканівської станції біологічної очистки), порушення режиму землекористування прибережних водоохоронних смуг і наявність на цих територіях стихійних звалищ побутових відходів тощо.
Спостереження за станом поверхневих вод на території м. Харкова проводиться Харківським обласним центром з гідрометеорології (у 2 створах річок Лопань, Харків).
Екологічний стан водних об'єктів в межах міста — стабільно напружений:
| Динаміка середньорічних концентрацій забруднюючих речовин у р. Лопань (створ 0,1 км вище гирла, після скиду Диканівських очисних споруд): | Динаміка середньорічних концентрацій забруднюючих речовин у р. Лопань (створ 0,1 км вище гирла, після скиду Диканівських очисних споруд): | Динаміка середньорічних концентрацій забруднюючих речовин у р. Лопань (створ 0,1 км вище гирла, після скиду Диканівських очисних споруд): | Динаміка середньорічних концентрацій забруднюючих речовин у р. Лопань (створ 0,1 км вище гирла, після скиду Диканівських очисних споруд): | Динаміка середньорічних концентрацій забруднюючих речовин у р. Лопань (створ 0,1 км вище гирла, після скиду Диканівських очисних споруд): | Динаміка середньорічних концентрацій забруднюючих речовин у р. Лопань (створ 0,1 км вище гирла, після скиду Диканівських очисних споруд): | Динаміка середньорічних концентрацій забруднюючих речовин у р. Лопань (створ 0,1 км вище гирла, після скиду Диканівських очисних споруд): | Динаміка середньорічних концентрацій забруднюючих речовин у р. Лопань (створ 0,1 км вище гирла, після скиду Диканівських очисних споруд): |
| --- | --- | --- | --- | --- | --- | --- | --- |
| Речовини | ГДК, мг/дм³ | 2002 р. | 2003 р. | 2004 р. | 2005 р. | 2006 р. | 2007 р. |
| Кисень, мг/дм³ | — | 8,23 | 8,20 | 8,20 | 8,56 | 8,10 | 7,12 |
| Азот амонійний, мг/дм³ | 0,39 | 1,21 | 1,00 | 0,79 | 1,26 | 0,80 | 1,26 |
| Азот нітритний, мг/дм³ | 0,02 | 0,104 | 0,134 | 0,077 | 0,129 | 0,091 | 0,112 |
| Хром6+, мг/дм³ | 1,0 | 5,0 | 6,0 | 5,0 | 5,0 | 4,0 | 4,0 |
| Феноли, мг/дм³ | 0,001 | 0,003 | 0,003 | 0,002 | 0,003 | 0,002 | 0,002 |
| Нафтопродукти, мг/дм³ | 0,05 | 0,084 | 0,081 | 0,071 | 0,20 | 0,12 | 0,1 |
| Цинк, мг/дм³ | 10,0 | 18,0 | 21,0 | 15,0 | 18,0 | 16,0 | 16,0 |

| Динаміка середньорічних концентрацій забруднюючих речовин у р. Харків (створ у гирлі річки): | Динаміка середньорічних концентрацій забруднюючих речовин у р. Харків (створ у гирлі річки): | Динаміка середньорічних концентрацій забруднюючих речовин у р. Харків (створ у гирлі річки): | Динаміка середньорічних концентрацій забруднюючих речовин у р. Харків (створ у гирлі річки): | Динаміка середньорічних концентрацій забруднюючих речовин у р. Харків (створ у гирлі річки): | Динаміка середньорічних концентрацій забруднюючих речовин у р. Харків (створ у гирлі річки): | Динаміка середньорічних концентрацій забруднюючих речовин у р. Харків (створ у гирлі річки): | Динаміка середньорічних концентрацій забруднюючих речовин у р. Харків (створ у гирлі річки): |
| -------------------------------------------------------------------------------------------- | -------------------------------------------------------------------------------------------- | -------------------------------------------------------------------------------------------- | -------------------------------------------------------------------------------------------- | -------------------------------------------------------------------------------------------- | -------------------------------------------------------------------------------------------- | -------------------------------------------------------------------------------------------- | -------------------------------------------------------------------------------------------- |
| Речовини                                                                                     | ГДК, мг/дм³                                                                                  | 2002 р.                                                                                      | 2003 р.                                                                                      | 2004 р.                                                                                      | 2005 р.                                                                                      | 2006 р.                                                                                      | 2007 р.                                                                                      |
| Кисень, мг/дм³                                                                               | —                                                                                            | 8,52                                                                                         | 8,55                                                                                         | 8,30                                                                                         | 8,41                                                                                         | 8,78                                                                                         | 8,98                                                                                         |
| Азот амонійний, мг/дм³                                                                       | 0,39                                                                                         | 0,76                                                                                         | 0,63                                                                                         | 0,43                                                                                         | 0,50                                                                                         | 0,57                                                                                         | 0,45                                                                                         |
| Азот нітритний, мг/дм³                                                                       | 0,02                                                                                         | 0,039                                                                                        | 0,030                                                                                        | 0,032                                                                                        | 0,041                                                                                        | 0,041                                                                                        | 0,038                                                                                        |
| Хром6+, мг/дм³                                                                               | 1,0                                                                                          | 6,0                                                                                          | 5,0                                                                                          | 5,0                                                                                          | 6,0                                                                                          | 3,0                                                                                          | 4,0                                                                                          |
| Феноли, мг/дм³                                                                               | 0,001                                                                                        | 0,001                                                                                        | 0,002                                                                                        | 0,002                                                                                        | 0,002                                                                                        | 0,002                                                                                        | 0,001                                                                                        |
| Нафтопродукти, мг/дм³                                                                        | 0,05                                                                                         | 0,17                                                                                         | 0,23                                                                                         | 0,17                                                                                         | 0,17                                                                                         | 0,13                                                                                         | 0,16                                                                                         |
| Цинк, мг/дм³                                                                                 | 10,0                                                                                         | 29,0                                                                                         | 22,0                                                                                         | 16,0                                                                                         | 16,0                                                                                         | 11,0                                                                                         | 10,0                                                                                         |

Середньорічні концентрації речовин забруднення поверхневих вод, які вміщують азот, перевищують гранично допустимі концентрації у 2-10 разів, зниження рівня їх вмісту не спостерігається. Спостерігається перевищення нормативів вмісту хрому, фенолів, нафтопродуктів, цинку. Вміст інших інгредієнтів знаходиться у межах відповідних гранично допустимих концентрацій. Кисневий режим в річках задовільний.
Русло річки Харків у районі Журавлівки планується розчистити в 2009 році, а також заплановано проведення заходів щодо захисту від підтоплення в районах Жихарю й Основи, реконструкції зливної мережі в районі готелю «Дружба».
Якість води в річках Уди та Лопань у цілому за 2009 рік покращилася. Якість води в створах р. Уди нижче Харкова, на яку впливає Безлюдівська каналізаційна станція, покращилася в порівнянні з 2008 роком за рівнями нітритного й амонійного азоту, нафтопродуктів, фенолу, шестивалентного хрому. У річці незначно збільшився вміст міді та цинку. На якість води заключному створі р. Уди, розташованому в сел. Есхар, впливають промислові скиди Харкова, вона погіршилася по вмісту цинку, міді, нафтопродуктів і марганцю. На рівні 2008 року залишився зміст фенолу, покращилася якість води по амонійному та нітритному азоту та шестивалентному хрому. На якість води в створі річок вище Харкова впливають Дергачівський завод турбокомпресорів, а також змиви з території Дергачей і сільгоспугідь. Якість води в цьому створі покращилася за рівнем амонійного азоту, нафтопродуктів, міді, фенолу й шестивалентного хрому. Але у воді збільшився середньорічний зміст нітритного азоту, марганцю та цинку. У створі вище гирла Лопані, після Диканівських очисних споруд, якість води покращилася — зменшилися середньорічні концентрації шестивалентного хрому, нафтопродуктів, амонійного й нітритного азоту, а також міді. Але збільшилася концентрація цинку, на рівні 2008 року залишився зміст фенолу. Кисневий режим у обох створах річки — задовільний.

## Підземна гідросфера
На території м. Харкова налічується більш 300 свердловин різної відомчої приналежності. Повна і достовірна інформація про цілі видобутку, якість води, що видобувається із свердловин, використовуваних водоносних горизонтах, кількість кинутих, таких, що не експлуатуються, не затампонованих свердловинах, обсягах розвіданих запасів підземних вод питної якості для м. Харкова відсутня. Наявність незатампонованих артезіанських свердловин призводить до вторинного забруднення підземної гідросфери.
У даний час на території м. Харкова знаходиться більш 25 природних джерел, вода яких використовується населенням як питна. Упорядковано 12 джерел, взагалі вода двадцяти джерел визнана придатною до вживання після кип'ятіння. Через те, що природні джерела розташовані в межах міста, зони їхнього живлення являють собою практично цілком урбанізовану територію, де в умовах недостатньої природної захищеності багато десятків років відбувається забруднення підземної гідросфери. Якість води у всіх джерелах нестабільна. В найпопулярнішому джерелі у Саржиному Яру, водоносні горизонти якого найбільш захищені, періодично виявляються відхилення бактеріологічних показників якості води від нормативних. У наш час[коли?] джерела на території міста безхазяйні, не перебувають на балансі, не є об'єктами комунальної власності, винятки складають джерела «Шатилівське» та «Олексіївське-1» (об'єкти благоустрою на території зон санітарної охорони перебувають на балансі підприємства зеленого господарства Дзержинського району); джерело у парку «Юність» перебуває на балансі Ленінської районної ради; джерело по вул. Ком. Уборевича, 16 — на балансі дільниці Московської районної філії КП «Жилкомсервіс».
Очищення і технічне обслуговування каптажів практично не виконується. Зони санітарної охорони (радіусом 50м) прибираються не регулярно і не по всій площі.

## Стан зелених насаджень
Зелені насадження у місті займають площу 15,4 тис. га. Показник озелененості міста становить 50,4 % при нормі 45 %. На одного мешканця міста припадає 105,6 м² зелених насаджень при нормі 67 м². Площа зелених насаджень загального користування (парки, лісо-, луго-, гідропарки, сади, сквери, бульвари) становить 7,5 тис. га. На одного мешканця міста припадає 51,1 м².
Зелена зона міста представлена:
- лісами приміської зони та лісопаркового масиву;
- парками на місці лісів;
- парками на місці цвинтарів і колишніх кварталів житлової одноповерхової забудови;
- парками, створеними заново;
- берегозахісними насадженнями уздовж річкових русел;
- насадженнями санітарно-захисних зон промислових підприємств;
- полезахисними насадженнями на сільськогосподарських землях міських окраїн;
- насадженнями цвинтарів;
- садами.

Найбільші площі, зайняті зеленими насадженнями, розташовані уздовж західної і північної границь міста, удаючись «язичками» по балках глибоко в забудовані квартали. Недостатня кількість зелених насаджень на північному сході, сході і південному сході міста, де переважно розташовані промислові зони. Це негативно позначається на санітарно-екологічному стані Індустріального, Фрунзенського, Комінтернівського, Червонозаводського районів.

## Стан ґрунтів
Ґрунтовий покрив міста формується тривалий час, міські ґрунти спадкують як певні характеристики природних ґрунтів, так і відбивають інтенсивність і характер промислового розвитку міста. Міські ґрунти виконують роль природного геохімічного бар'єру, тому в них накопичуються забруднюючі речовини які надходять з атмосферного повітря, талих і дощових вод. На санітарно-гігієнічні показники ґрунту також впливають такі чинники, як наявність звалищ побутових і промислових відходів, відсутність централізованого відводу каналізаційних стоків від приватної забудови.
Для м. Харкова характерно забруднення ґрунтів важкими металами — мідь, ртуть, цинк, свинець, кадмій, хром, які накопичуються у поверхневому горизонті ґрунтів. Вздовж крупних транспортних магістралей характерна надмірна концентрація свинцю, поліциклічних ароматичних вуглеводнів.
Забруднення ґрунтів на територіях санітарно-захисних зон, містах відпочинку, територіях дитячих закладів відхилення від нормативних величин фіксується у 40 % проб, у 20 % — у районах розташування підприємств.